# درة الغواص في أوهام الخواص
دُرَّةُ الغَوَّاصِ فِي أَوْهَامِ الخَوَاصِّ هو كتاب ألفه الحريري في التصحيفات اللغوية، ولهذا الكتاب عدة شروح وحواش، وهي طافحة بالتنبيه على أوهام الحريري وأغاليطه، منها:
- تهذيب الخواص من درة الغواص لابن منظور، ردًّا على الحريري
- التكملة والذيل على درة الغواص للجواليقي
- الحواشي على درة الغواص لابن بري وابن ظفر الصقلي
- الملاحن لابن دريد
- شرح درة الغواص في أوهام الخواص للخفاجي

طُبع الكتاب لأول مرة في مطبعة الجوائب سنة 1291 هـ وتلا ذلك طبعات كثيرة.